# Università statale di Tver'
L'Università statale di Tver' (TvGU, in russo Тверской государственный университет?, Tverskoj gosudarstvennyj universitet) è un ente di istruzione accademica russo situato a Tver'.

## Struttura
- Facoltà di biologia
- Facoltà di storia
- Facoltà di matematica
- Facoltà di geografia e geoeconomia
- Facoltà di lingue straniere e comunicazione internazionale
- Facoltà di matematica applicata e cibernetica
- Facoltà di psicologia e lavoro sociale
- Facoltà di gestione e sociologia
- Facoltà di cultura fisica
- Facoltà fisico-tecnologica
- Facoltà chimico-tecnologica
- Facoltà di lettere
- Facoltà di legge
- Istituto di formazione degli insegnanti e tecnologia sociale
- Istituto di economia e gestione